# ルシアン・ミュラー
ルシアン・ミュラー（Lucien Muller、1934年9月3日 - ）は、フランス出身の元サッカー選手。ポジションはミッドフィールダー。

## 経歴
RCストラスブールでキャリアをスタートさせたミューラーは、その後に移籍したトゥールーズでプレー。その活躍がアルベール・バトー率いる強豪スタッド・ランスの目に留まり、レイモン・コパ、ジュスト・フォンテーヌらと共に1959-1960、1961-1962シーズンのリーグ・アン優勝に貢献した。
1962年、レアル・マドリードへ移籍。選手として晩年を迎えていたアルフレッド・ディ・ステファノ、フェレンツ・プスカシュらとプレーし、所属していた全てのシーズンでチームをリーグ優勝へと導いた。1965年にライバルであるFCバルセロナへ移籍。1968年には前所属クラブであるレアル・マドリードを下しコパ・デル・レイを獲得。そして、スタッド・ランスへ戻って2年間所属し、1970年に引退した。
フランス代表としても16試合に出場し、1960 欧州選手権に出場。また1966 FIFAワールドカップの代表選手に選ばれたが試合に出場することはなかった。
引退後は監督としてFCバルセロナやRCDマヨルカ、ASモナコなどの指揮を執った。

## 選手経歴
- 1953-1957  RCストラスブール
- 1957-1959  トゥールーズ
- 1959-1962  スタッド・ランス
- 1962-1965  レアル・マドリード
- 1965-1968  FCバルセロナ
- 1968-1970  スタッド・ランス

## 指導歴
- 1970-1974  CDカステリョン
- 1975-1976  ブルゴスCF
- 1976-1977  レアル・サラゴサ
- 1977-1978  ブルゴスCF
- 1978-1979  FCバルセロナ
- 1979-1981  ブルゴスCF
- 1981-1983  RCDマヨルカ
- 1983-1986  ASモナコ
- 1987-1988  RCDマヨルカ
- 1990-1992  CDカステリョン